# Rudolf Gunkel

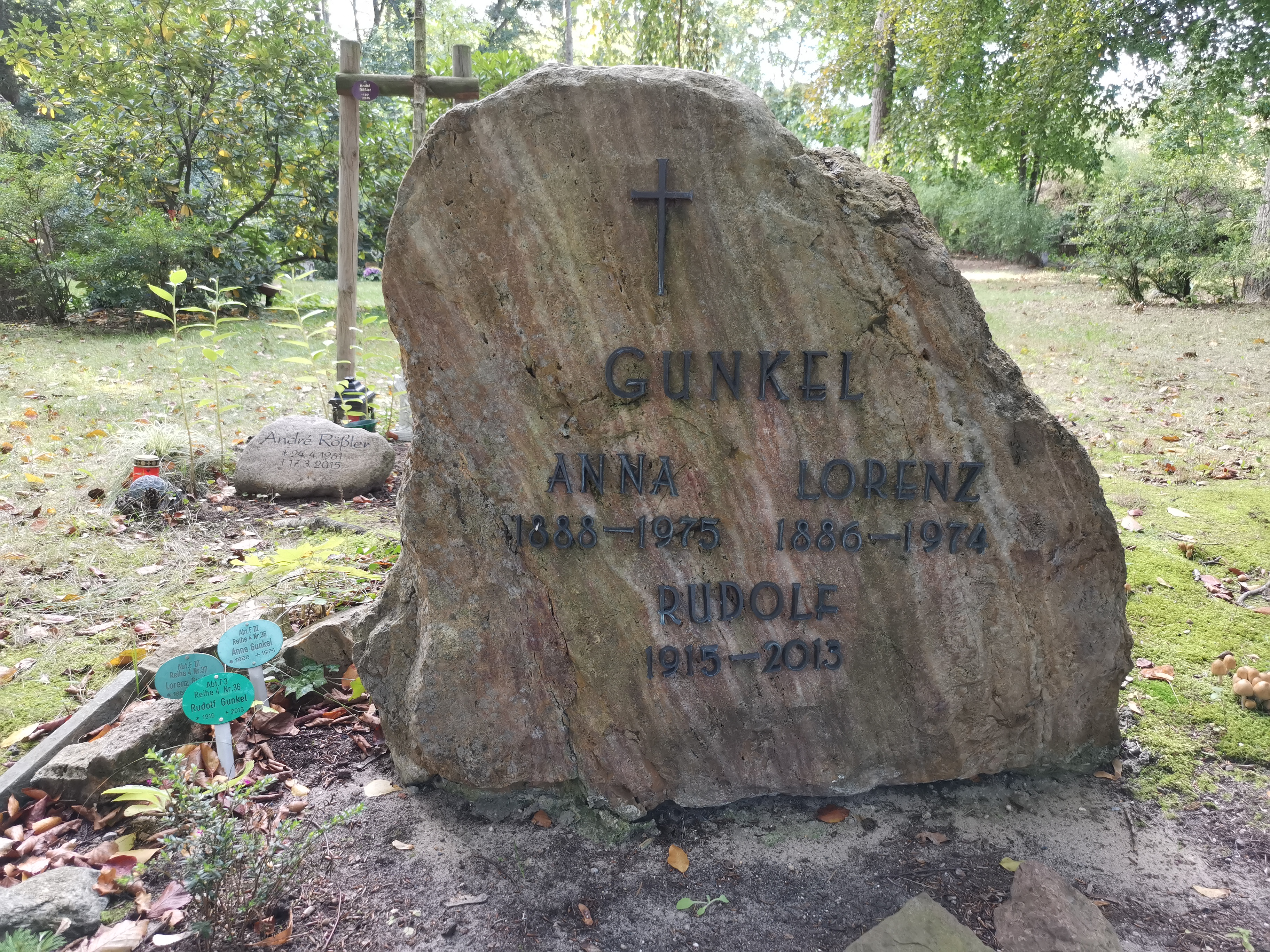
Grab auf dem St. Hedwig Friedhof III in Berlin-Reinickendorf, Feld F 3

Rudolf Gunkel (* 22. November 1915 in Berlin; † 16. November 2013 in Neuötting) war ein deutscher Politiker (CDU).
Gunkel besuchte eine Volksschule und machte eine Lehre als Schriftsetzer. Im Zweiten Weltkrieg wurde er Soldat und geriet anschließend in die Kriegsgefangenschaft.
1947 trat Gunkel der CDU bei, im folgenden Jahr wurde er Betriebsrat bei der IG Druck und Papier. Bei der Berliner Wahl 1950 wurde er in die Bezirksverordnetenversammlung im Bezirk Reinickendorf gewählt. Bei der Berliner Wahl 1954 wurde er in das Abgeordnetenhaus von Berlin gewählt, bis Gunkel im Juni 1971 als Bezirksstadtrat für Sozialwesen in Reinickendorf gewählt wurde. 1975 schied er aus dem Amt aus.
Gunkel war von 1965 bis 1974 Vorsitzender der CDU Reinickendorf.